# بورت تاونسند
بورت تاونسند (واشنطن) (بالإنجليزية: Port Townsend, Washington)‏ هي مدينة و مقر المقاطعة تقع في الولايات المتحدة في واشنطن (ولاية). يقدر عدد سكانها بـ 9,113 نسمة ومساحتها 24.50 كم2 وترتفع عن سطح البحر 40 متر.

## التركيبة السكانية
قام مكتب تعداد الولايات المتحدة بتحديد بيانات التركيبة السكانية لبورت تاونسندفي تعداد الولايات المتحدة. في ما يلي، التركيبة السكانية حسب تعدادي 2000 و2010.

### تعداد عام 2000
بلغ عدد سكان بورت توباكو فيليج 15 نسمة بحسب تعداد عام 2000، وبلغ عدد الأسر 5 أسرة وعدد العائلات 5 عائلة مقيمة في البلدة. في حين سجلت الكثافة السكانية 94.0 نسمة لكل ميل مربع (36.3/كم2). وبلغ عدد الوحدات السكنية 6 وحدة بمتوسط كثافة قدره 37.6 نسمة لكل ميل مربع (14.5/كم2).
وتوزع التركيب العرقي للبلدة بنسبة 60.00% من البيض و 6.67% من الأمريكيين ذوي الأصول الآسيوية و 26.67% من الأمريكيين الأفارقة و 6.67% من عرقين مختلطين أو أكثر.
بلغ عدد الأسر 5 أسرة كانت نسبة 40.0% منها لديها أطفال تحت سن الثامنة عشر تعيش معهم، وبلغت نسبة الأزواج القاطنين مع بعضهم البعض 40.0% من أصل المجموع الكلي للأسر، وبلغ متوسط حجم الأسرة المعيشية 2.80، أما متوسط حجم العائلات فبلغ 3.00.
بلغ العمر الوسطي للسكان 34 عاماً. وكانت نسبة 20.0% من القاطنين تحت سن الثامنة عشر، وكانت نسبة 13.3% بين الثامنة عشر والأربعة وعشرون عاماً، ونسبة 26.7% كانت واقعةً في الفئة العمرية ما بين الخامسة والعشرون حتى والأربعة وأربعون عاماً، ونسبة 20.0% كانت ما بين الخامسة والأربعون حتى الرابعة والستون، ونسبة 20.0% كانت ضمن فئة الخامسة والستون عاماً فما فوق. يوجد لكل 100 أنثى 87.5 ذكر، ويوجد لكل 100 أنثى في الثامنة عشر من عمرها فما فوق 71.4 ذكر.
بلغ متوسط دخل الأسرة في البلدة 100,992 دولار، أما متوسط دخل العائلة فبلغ 102,264 دولار. وسجل دخل الفرد الخاص بالبلدة 43,017 دولار.

### تعداد عام 2010
بلغ عدد سكان بورت تاونسند 9,113 نسمة بحسب تعداد عام 2010، وبلغ عدد الأسر 4,544 أسرة وعدد العائلات 2,322 عائلة مقيمة في المدينة. في حين سجلت الكثافة السكانية 1,305.6 نسمة لكل ميل مربع (504.1/كم2). وبلغ عدد الوحدات السكنية 5,193 وحدة بمتوسط كثافة قدره 744.0 لكل ميل مربع (287.3/كم2).
وتوزع التركيب العرقي للمدينة بنسبة 92.4% من البيض و 1.1% من الأمريكيين الأصليين و 1.7% من الأمريكيين ذوي الأصول الآسيوية و 0.3% من سكان جزر المحيط الهادئ و 0.5% من الأمريكيين الأفارقة و 3.1% من عرقين مختلطين أو أكثر.
بلغ عدد الأسر 4,544 أسرة كانت نسبة 19.2% منها لديها أطفال تحت سن الثامنة عشر تعيش معهم، وبلغت نسبة الأزواج القاطنين مع بعضهم البعض 38.9% من أصل المجموع الكلي للأسر، ونسبة 9.4% من الأسر كان لديها معيلات من الإناث دون وجود شريك، بينما كانت نسبة 2.8% من الأسر لديها معيلون من الذكور دون وجود شريكة وكانت نسبة 48.9% من غير العائلات. وبلغ متوسط حجم الأسرة المعيشية 2.60، أما متوسط حجم العائلات فبلغ 1.98.
بلغ العمر الوسطي للسكان 53 عاماً. وكانت نسبة 16.1% من القاطنين تحت سن الثامنة عشر، وكانت نسبة 5.3% بين الثامنة عشر والأربعة وعشرون عاماً، ونسبة 17.4% كانت واقعةً في الفئة العمرية ما بين الخامسة والعشرون حتى والأربعة وأربعون عاماً، ونسبة 36.7% كانت ما بين الخامسة والأربعون حتى الرابعة والستون، ونسبة 24.5% كانت ضمن فئة الخامسة والستون عاماً فما فوق. وتوزع التركيب الجنسي للسكان بنسبة 46.0% ذكور و54.0% إناث.